# 卡尔·海因兹
卡尔·戈尔登·海因兹（Karl Gordon Henize，1926年10月17日—1993年10月5日）曾是一位美国国家航空航天局的宇航员，执行过STS-51-F任务。